# Musa siamensis
Musa siamensis är en enhjärtbladig växtart som beskrevs av Markku Häkkinen och Rich.H.Wallace. Musa siamensis ingår i släktet bananer, och familjen bananväxter.
Artens utbredningsområde är Thailand. Inga underarter finns listade i Catalogue of Life.